# Thommys Pop Show
Thommys Pop Show je německý televizní hudební pořad televize ZDF, který uváděl herec, komik a moderátor Thomas Gottschalk. Poprvé byl vysílán 27. listopadu 1982, tedy asi pět měsíců poté, co na ZDF začal vysílat Otto Waalkes se stejnojmenným pořadem Ronny’s Pop Show. Na pořad navázala Peters Pop Show – každoroční, několikahodinová přehlídka nejúspěšnějších hudebních skladeb v daném roce za osobní účasti originálních interpretů. Celou show vyráběl od poloviny 80. let až do začátků 90. let 20. století druhý program západoněmecké veřejnoprávní televize ZDF a vysílala ji také na satelitním kanále 3sat. Jednalo se vždy o významnou událost v populární hudbě za účasti desítek tisíc diváků v hale a desítek miliónů u televizních obrazovek v celé západní Evropě. Moderátorem, po kterém se show jmenovala, byl Peter Illmann. Show se už od roku 1985 vysílala na ZDF se stereofonním zvukem.

## Thommys Pop Show
Celkově bylo odvysíláno jedenáct dílů. V původním pořadu Thommys Pop Show Gottschalk uváděl hudební klipy a zval si hosta do studia. Do 3. prosince 1983 bylo odvysíláno devět dílů. Na konci roku byly 17. prosince 1983 a 8. prosince 1984 odvysílány dva díly jako Thommys Pop Show extra, v nichž ve Westfalenhalle v Dortmundu vystoupila řada umělců na playback.
| Thommys Pop Show extra 17. prosince 1983 – Umělci a písně |
| Spider Murphy Gang – Mir san a bayrische Band • Ich schau’ dich an \| Righeira – Vamos a la playa • No tengo dinero \| Barclay James Harvest – Life Is for Living • Paraiso Dos Cavalos • Ring of Changes \| Robin Gibb – Juliett • How old are you? \| Ricchi e Poveri – Sarà perché ti amo • Ciao Italy, ciao amore \| Elton John – I’m Still Standing • Kiss the Bride • Blue Eyes \| Nena – 99 Luftballons • Leuchtturm • ? (píseň) \| Paul Young – Wherever I Lay My Hat (That’s My Home) • Come Back and Stay \| Laid Back – Sunshine Reggae • High Society Girl \| Chris de Burgh – Don’t Pay the Ferryman • Where Peaceful Waters Flow • The Getaway \| Shakin' Stevens – Oh Julie • Cry Just a Little Bit \| Shakin Stevens & Bonnie Tyler – A Rockin’ Good Way \| Bonnie Tyler – Straight From The Heart \| Gazebo – Lunatic • I Like Chopin \| Kim Wilde – Love Blonde • Dancing in the Dark \| Geier Sturzflug – Bruttosozialprodukt • Besuchen Sie Europa (solange es noch steht) \| DÖF – Taxi • Codo … düse im Sauseschritt \| Kajagoogoo – Big Apple • Too Shy • Hang On Now \| Trio – Herz ist Trumpf (Dann rufst du an …) \| F. R. David – I Need You • Words \| Musical Youth – Pass the Dutchie • 007 \| Spandau Ballet – Gold • Pleasure \| Trio – Turaluraluralu – Ich mach BuBu was machst du |
| Thommys Pop Show extra 8. prosince 1984 – Umělci a písně |
| The Ace Cats – Rockabella \| Tony Esposito – Kalimba de luna • Simba de ammon \| Peter Maffay – Karneval der Nacht • You Won’t Be Hurt Again \| Roger Hodgson – Give a Little Bit • In Jeopardy \| Laura Branigan – Self Control • The Lucky One - Satisfaction \| Chris de Burgh – I Love the Night • The Head and the Heart • High on Emotion \| Klaus Lage – 1000 und 1 Nacht • Monopoli \| Shakin' Stevens – Teardrops • A Letter to You \| Barclay James Harvest – Rebel Women • Victims of Circumstance \| Depeche Mode – Blasphemous Rumours • People Are People \| Limahl – The NeverEnding Story • Tar Beach \| Nena – Rette mich • Irgendwie, irgendwo, irgendwann \| Billy Idol – Eyes Without a Face • Flesh for Fantasy \| Duran Duran – The Reflex • The Wild Boys \| Gianna Nannini – Fotoromanza • Bla Bla \| Billy Ocean – European Queen • Suddenly \| Kim Wilde – Suburbs of Moscow • The Second Time \| Talk Talk – Such a Shame • It’s My Life \| Stefan Waggershausen – Mitten ins Herz \| Stefan Waggershausen & Alice – Close to the Fire \| Alice – Notte a Roma \| Spandau Ballet – Highly Strung • Round and Round \| Alphaville – Big in Japan • Forever Young \| Howard Jones – Pearl in the Shell • Like to Get to Know You Well \| Spider Murphy Gang – Pfüati Gott Elisabeth • Sch-Bum \| Ray Parker, Jr. – Ghostbusters • I Still Can’t Get Over Loving You \| Evelyn Thomas – High Energy • Heartless \| Patto – Black and White • D.A.N.C.I.N./T.A.N.Z.E.N. \| Raff – Change Your Mind \| Shannon – Let the Music Play • My Heart’s Divided \| Thompson Twins – Hold Me Now • Lay Your Hands on Me \| Eddy Grant – Boys in the Street • Baby Come Back \| Slade – Rock and Roll Preacher • All Join Hands |

## Peters Pop Show
Na Thommys Pop Show navázalo v letech 1985 až 1992 osm dílů pořadu Peters Pop Show Petera Illmanna, který předtím uváděl hudební pořad Formel Eins na prvním kanálu a od roku 1985 P. I. T. - Peter-Illmann-Treff na ZDF. Části těchto pořadů vysílala i Československá televize.

## ZDF Pop Show
Na konci roku 1993 byl pořad opět uveden jako ZDF Pop Show a moderovala jej Kristiane Backer známá z MTV. Poté byl pořad ukončen.

## Přijetí
Podle ZDF byly živé pořady hojně sledovány i v zahraničí. V roce 1986 se Peters Pop Show vysílala ve 23 různých zemích. Poslední vydání v roce 1993 údajně sledovalo 400 milionů diváků po celém světě.

## Opakování
Jednotlivá vystoupení z živých show byla a jsou vysílána v rámci pořadu ZDF-Kultnacht často na Silvestra.
Celé koncerty vydány nebyly, ale kompilace vystoupení z koncertů jsou dostupné na DVD.